# アモン・シェイ
アモン・シェイ（英語: Ammon Shea）は、アメリカ合衆国のノンフィクション作家・編集者・辞書編纂者である。英語に関する著作で知られる。メリアム＝ウェブスター社で、編集者・研究者として5年以上働いている。
シェイは、辞書・類義語辞典・様々な分野の用語辞典を1000冊ほど持っているけれども、自身を辞書類収集家だとは思っておらず、収集しているのは単語そのものであると述べている。

## 経歴
辞書を読むことを10歳の頃から趣味とし、意味が曖昧だったり、普段はあまり使われなかったりする英単語に関する本である『Depraved English』や『Insulting English』を、ピーター・ノヴォバツキーと共著で出版した。
辞書研究をする以前は、パリでミュージシャンをしたり、サンディエゴでゴンドラの船頭をしたり、ニューヨークで家具運送をしたり、大道芸人をしたりしながら、様々な種類の辞書や用語集を読んできた。
単語収集家のシェイは、『ウェブスター新国際英語辞典』第2版を1990年代には既に読破しており、続いて『ウェブスター新国際英語辞典第3版』を読破した。それ以来、古語辞典・方言辞典・俗語辞典・口語辞典・医学用語事典・精神医学事典など、辞書や用語辞典の類いを読み続けている。
その後シェイは、『オックスフォード英語辞典（OED）』を通読し、その手記として、『そして、僕はOEDを読んだ』を2008年に出版した。
そしてその後、オックスフォード大学出版局の米語辞典編纂者に採用された。
2010年3月14日に、ニューヨーク・タイムズ・マガジンのコラム「"On Language"（言語について）」に寄稿した。
2010年に、『The Phone Book: The Curious History of the Book That Everyone Uses But No One Reads』を出版した。
2014年に、『Bad English: A History of Linguistic Aggravation』を出版した。
現在は、大きく古い本に囲まれながら、妻と息子と2匹の犬と共にニューヨークで生活している。

## 著書
- Novobatzky, Peter; Shea, Ammon (1999). Depraved English. St. Martin's Press. ISBN 978-0312207731
- Novobatzky, Peter; Shea, Ammon (2001). Insulting English. St. Martin's Press. ISBN 978-0312272081
- アモン・シェイ 著、田村幸誠 訳『そして、僕はOEDを読んだ』三省堂、2010年（原著2008年）。ISBN 978-4-385-36469-8。
  - Shea, Ammon (2008). Reading the OED: One Man, One Year, 21,730 Pages. Perigee Trade. ISBN 978-0399533983
- Shea, Ammon (2010). The Phone Book: The Curious History of the Book That Everyone Uses But No One Reads. TarcherPerigee. ISBN 978-0399535932
- Shea, Ammon (2014). Bad English: A History of Linguistic Aggravation. TarcherPerigee. ISBN 978-0399165573